# Кузьмин, Владимир Ильич
Влади́мир Ильи́ч Кузьми́н (1918—1994) — советский инженер-строитель, дипломат, художник. Главный инженер проектов Новосибирской и Краснополянской ГЭС, здания СЭВ (мэрия Москвы). Экономический советник в Гвинее, дипломатическая работа в Перу, США, Египте. Автор нескольких десятков картин (акварель, карандаш).

## Биография
Родился в Воронежской области. Вырос в Ленинграде.
- 1943 — Окончил Ленинградский инженерно-строительный институт.
- 1943—1945 — воевал в инженерных войсках. Участвовал в форсировании Днепра, Шпреи и штурме Берлина.
- 1961 — Назначен председателем западно-сибирского совнархоза.
- 1964 — Назначен заместителем министра строительства.
- 1965 — Назначен экономическим советником при посольстве в Гвинее.